# Newfoundland Memorial Kortrijk

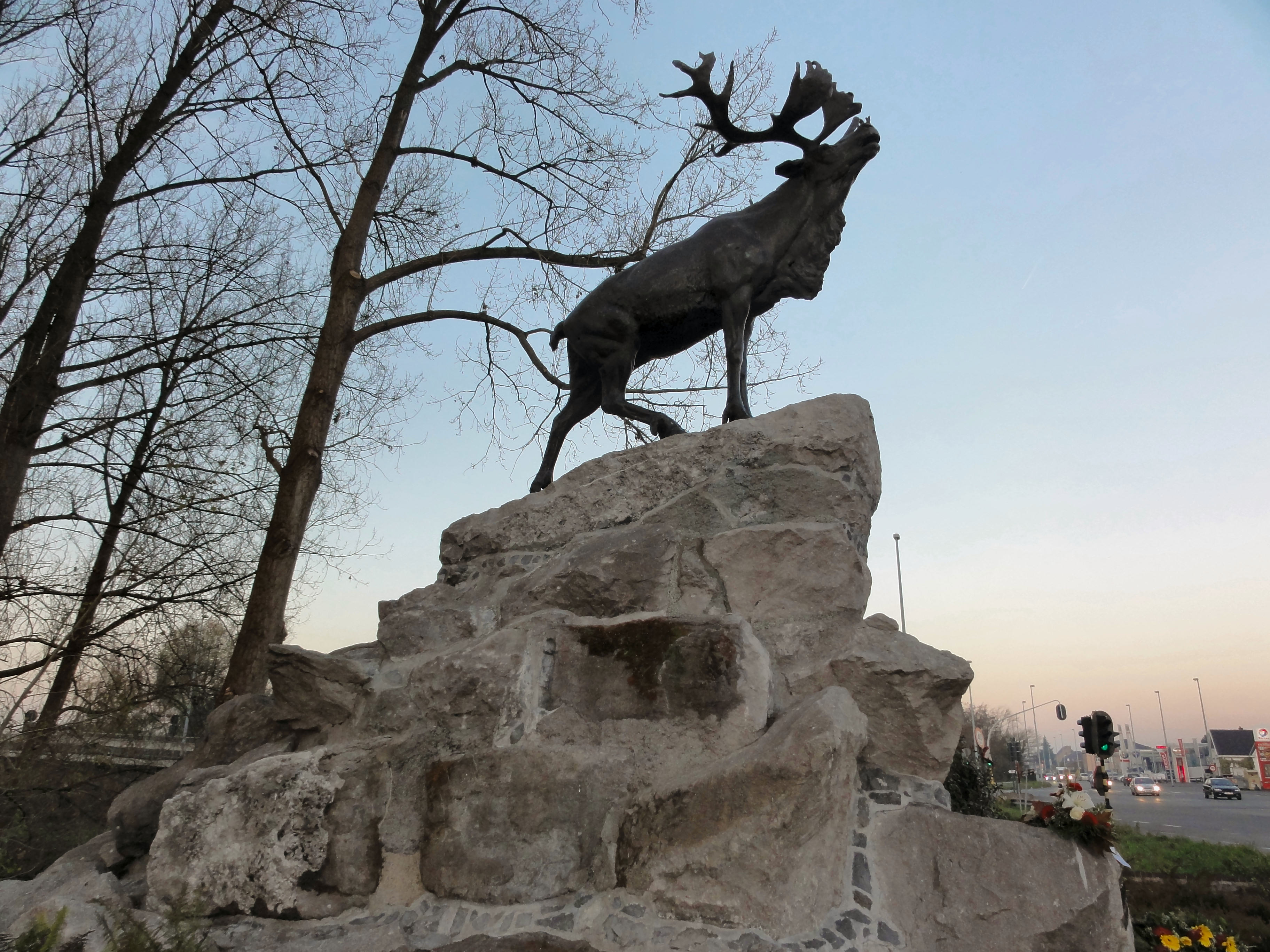

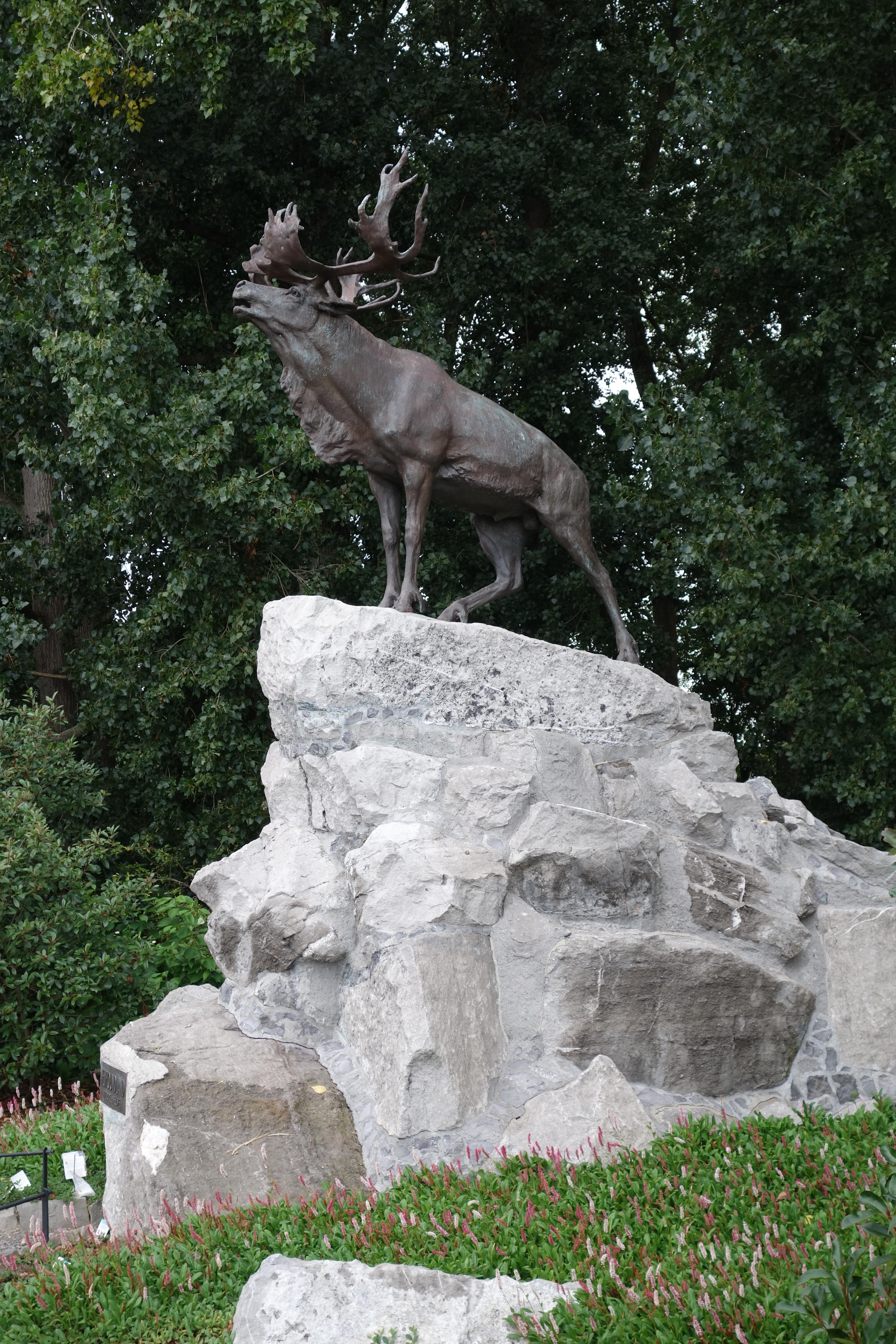

Het Newfoundland Memorial in Kortrijk gedenkt de acties van het Royal Newfoundland Regiment tijdens de Slag bij Kortrijk (1918). De bronzen kariboe wordt in de volksmond Den Hert genoemd.

## Gebeurtenissen
In de herfst van 1918 waren de geallieerden door de Duitse linies gebroken en dreven ze hen gestaag voor zich uit (het zogenaamde Honderddagenoffensief, dat een einde maakte aan de Eerste Wereldoorlog). Bij Kortrijk vormde de Leie een natuurlijk obstakel dat door de Duitse achterhoede verdedigd werd, vanop de hogere zuidoever, tegen drie Britse divisies.
Onder hevig vijandelijk vuur slaagden Newfoundlandse en Schotse brigades erin de Leie over te steken op provisorische voetbrugjes (nacht van 18 op 19 oktober). Het was hun laatste wapenfeit in een slopende oorlog.

## Gedenkteken
Na de oorlog richtte de Imperial War Graves Commission – waarin het Dominion Newfoundland vertegenwoordigd was door Thomas Nangle – zes gedenktekens op ter ere van het Royal Newfoundland Regiment. Het Kortrijkse monument volgde het vaste stramien: een bronzen kariboe van Basil Gotto in een Newfoundlands landschap van Rudolph H.K. Cochius. Het standbeeld werd gegoten door de Compagnie des Bronzes en ingewijd in 1924, op wat toen grondgebied Harelbeke was (feitelijk bij de plaats waar de Schotten waren overgestoken; de Newfoundlanders deden dat noordoostelijker richting Bavikhove).
In 1949 werd Newfoundland deel van Canada en ging de verantwoordelijkheid voor het gedenkteken over op de Canadese regering.
Het bos van canadapopulieren achter het memorial maakt deel uit van de site en is mee beschermd, nadat de helft ervan in 1974 was moeten wijken voor de aanleg van de R8.

## In de literatuur
"Was het in Harelbeke?" Vroeg Louis.
"Vlakbij uw Hert"
Louis' Hert was een eland die in brons was opgericht om de gesneuvelde Canadese soldaten te herdenken, een beest dat bij avond net echt leek, met een gewei van reusachtige bladeren die opwaarts vlotten. Elke keer dat de familie naar Meerke ging in Bastegem, kwam de auto daar voorbij en dan likte Louis zijn duim nat.
Het monument Den Hert is vermeld in het boek Het verdriet van België van Hugo Claus.